# Guibéroua
Guibéroua är en ort i Elfenbenskusten. Den ligger i distriktet Gôh-Djiboua, i den södra delen av landet, 120 km sydväst om huvudstaden Yamoussoukro. Folkmängden uppgick till 18 000 invånare vid folkräkningen 2014.